# Radomyšl (archeologická lokalita)
Raně středověké pohřebiště v Radomyšli je archeologická lokalita v centru obce Radomyšl asi šest kilometrů severně od Strakonic v Jihočeském kraji. Tvoří ji raně středověké pohřebiště z dvanáctého a archeologické stopy budov johanitské kurie z třináctého století. Přestože se stopy pohřebiště ani pozůstatky staveb nijak neprojevují na povrchu, je lokalita chráněna jako kulturní památka.

## Pohřebiště
Raně středověké neohražené pohřebiště ze dvanáctého století se nachází v prostoru severovýchodně od kostela svatého Martina, který byl u hřbitova postaven ve druhé polovině dvanáctého století. Původní rozměry pohřebiště, částečně poškozeného stavbou domu čp. 175, byly 68 × 26 metrů. Nacházelo se na něm 1000–1200 hrobů. Archeologický výzkum v letech 1963–1968 odkryl plochu o velikosti 1900 m². Hroby byly uspořádány do 26–28 řad po 30–35 hrobech. Pohřbívalo se zde po dobu čtyř až pěti generací, přičemž nejstarší pohřby obsahují prvky vampyrismu. Hroby první a druhé generace byly poškozeny opakovanými pohřby do stejných hrobových jam.
K hlavním nálezům v hrobech patřily mince, záušnice a prsteny. Záušnice byly vyrobeny převážně z bronzu, který byl v některých případech pokryt plátky stříbra. Některé záušnice, nejspíše ze starších hrobů, byly olověné nebo stříbrné. Některé prsteny byly zdobené písmeny unciálních tvarů. K datování pohřebiště přispěly stříbrné denáry knížete Soběslava I. a Vladislava II.
Kamennou náhrobní desku mělo jen 5–6 % hrobů. Ze 44 žulových a granodioritových náhrobních desek jich sedm mělo rozeznatelné značky kříže, luku a šípu. Předpokládá se, že patřily obyvatelům vesnice, kteří byli vojenskou nebo správní službou spojeni s rodem Bavorů ze Strakonic. Další náhrobky byly nalezeny při záchranných výzkumech letech 1995 a 1999.
K poškození části pohřebiště došlo v roce 1999 při demolici budov v prostoru tzv. Tomanovny, kdy měl být postaven domov důchodců.

## Johanitská kurie
Ve druhé polovině dvanáctého století se jižně od kostela nacházelo šlechtické sídlo. Románská tvrz byla postavena ze dřeva ve vzdálenosti 12–14 metrů od vstupu na emporu v kostele. V osmdesátých letech dvanáctého století Radomyšl získal řád johanitů, kteří nejspíše ve druhé polovině třináctého století panské sídlo přestěhovali do prostoru východně od kostela. Jeho základem se stal věžovitý objekt, který zasahoval do prostoru tehdy již zrušeného pohřebiště a poškodil několik hrobů. Budova měla téměř čtvercový půdorys s rozměry 8,9 × 8,6 metrů se sílou obvodových zdí 140–150 centimetrů. Celý objekt byl v době výzkumu skryt pod úrovní terénu, ale výška dochovaného zdiva dosahuje až 2,45 metru.
Ve druhé polovině čtrnáctého století johanité věž rozšířili směrem k jihu na tříprostorovou kurii, nejstarší v českých zemích. Před rokem 1375 se kurie stala sídlem Markéty ze Šternberka, vdovy po Vilému Bavorovi ze Strakonic. Podle popisů z let 1591 a 1610 mezi kurií a kostelem vedl spojovací můstek. Jižní část kurie (bez původní věže) byla přestavěna na pozdně barokní špýchar. Ještě v polovině osmnáctého století však v budově bydlel kaplan a bývali v ní ubytováni žebraví studenti. Sýpka je dvouprostorová, přičemž severní část měří 7,5 × 3,8 metru a jižní 6,8 × 3,8 metru. V severovýchodní části areálu se nachází rozsáhlý komplex sklepů s celkovými rozměry 23 × 15 metrů, vyhloubených v době renesance před rokem 1610.
Areál dvorce byl poškozen a vypálen na počátku třicetileté války. Škody byly nejprve provizorně opraveny a v letech 1745–1747 byla postavena dochovaná budova fary, oproti starším stavbám posunutá směrem k východu.